# Del Sol-Loma Linda
Del Sol-Loma Linda és una concentració de població designada pel cens dels Estats Units a l'estat de Texas. Segons el cens del 2000 tenia 726 habitants.

## Demografia
Segons el cens del 2000, Del Sol-Loma Linda tenia 726 habitants, 209 habitatges, i 175 famílies. La densitat de població era de 101,2 habitants per km².
Dels 209 habitatges en un 48,3% hi vivien nens de menys de 18 anys, en un 61,2% hi vivien parelles casades, en un 16,7% dones solteres, i en un 15,8% no eren unitats familiars. En el 10,5% dels habitatges hi vivien persones soles el 3,8% de les quals corresponia a persones de 65 anys o més que vivien soles. El nombre mitjà de persones vivint en cada habitatge era de 3,47 i el nombre mitjà de persones que vivien en cada família era de 3,81.
Per edats la població es repartia de la següent manera: un 34,3% tenia menys de 18 anys, un 10,6% entre 18 i 24, un 26,2% entre 25 i 44, un 21,8% de 45 a 60 i un 7,2% 65 anys o més.
L'edat mediana era de 30 anys. Per cada 100 dones de 18 o més anys hi havia 99,6 homes.
La renda mediana per habitatge era de 30.156 $ i la renda mediana per família de 31.563 $. Els homes tenien una renda mediana de 15.735 $ mentre que les dones 21.250 $. La renda per capita de la població era de 29.518 $. Aproximadament el 28,6% de les famílies i el 28,8% de la població estaven per davall del llindar de pobresa.

## Poblacions més properes
El següent diagrama mostra les poblacions més properes.